# Senátní obvod č. 10 – Český Krumlov
Senátní obvod č. 10 – Český Krumlov je podle zákona č. 247/1995 Sb. tvořen celým okresem Český Krumlov, východní částí okresu Prachatice, ohraničenou na západě obcemi Stožec, Volary, Záblatí, Kratušín, Drslavice, Zábrdí, Prachatice, Žernovice, Nebahovy, Lhenice, Netolice a Malovice, a západní částí okresu České Budějovice, ohraničenou na východě obcemi Týn nad Vltavou, Horní Kněžeklady, Modrá Hůrka, Hluboká nad Vltavou, Dasný, Čejkovice, Branišov, Litvínovice, Planá, Boršov nad Vltavou, Včelná, Roudné, Staré Hodějovice, Nová Ves, Strážkovice, Ostrolovský Újezd, Trhové Sviny, Olešnice, Nové Hrady a Hranice.
Současným senátorem je od roku 2004 Tomáš Jirsa, člen ODS. V Senátu je členem Senátorského klubu ODS a TOP 09.

## Senátoři
| Volby | Volby  | Senátor     | Senátor       | Volební strana | Navrhující strana | Politická příslušnost | Odkaz  |
| ----- | ------ | ----------- | ------------- | -------------- | ----------------- | --------------------- | ------ |
|       | 1996   |             | Karel Vachta  | ČSSD           | ČSSD              | ČSSD                  | profil |
|       | 1998   |             | Martin Dvořák | ODS            | ODS               | ODS                   | profil |
| 2004  |        | Tomáš Jirsa | profil        | ODS            | ODS               | ODS                   |        |
| 2010  |        | Tomáš Jirsa |               | ODS            | ODS               | ODS                   |        |
| 2016  |        | Tomáš Jirsa |               | ODS            | ODS               | ODS                   |        |
| 2022  | profil | Tomáš Jirsa |               | ODS            | ODS               | ODS                   |        |

## Volby

### Rok 1996
První senátní volby se uskutečnily v roce 1996 a na Českokrumlovsku se volilo na zkrácený dvouletý mandát. V prvním kole zvítězila kandidátka vládní ODS Eva Dudáková, která obdržela 26,7 %. Společně s ní do druhého kola postoupil také Karel Vachta z ČSSD. Vachta byl ve druhém kole nakonec těsně úspěšnější, když získal 51,8 % a stal se senátorem.
| Kandidát | Kandidát               | Volební strana | Navrhující strana | Politická příslušnost | Počet hlasů (1. kolo) | %     | Počet hlasů (2. kolo) | %     |
| -------- | ---------------------- | -------------- | ----------------- | --------------------- | --------------------- | ----- | --------------------- | ----- |
|          | Mgr. Karel Vachta      | ČSSD           | ČSSD              | ČSSD                  | 6 605                 | 20,49 | 15 695                | 51,77 |
|          | Mgr. Eva Dudáková      | ODS            | ODS               | ODS                   | 8 614                 | 26,72 | 14 619                | 48,23 |
|          | Jiří Netík             | KDU-ČSL        | KDU-ČSL           | KDU-ČSL               | 4 897                 | 15,19 | —                     | —     |
|          | Ing. Jaroslav Zámečník | KSČM           | KSČM              | KSČM                  | 4 858                 | 15,07 | —                     | —     |
|          | JUDr. Ing. Milan Marko | NK             | NK                | BEZPP                 | 3 767                 | 11,69 | —                     | —     |
|          | Ing. Jan Vondrouš      | NK             | NK                | ODA                   | 3 491                 | 10,83 | —                     | —     |

### Rok 1998
Karel Vachta se rozhodl svůj mandát ve volbách v roce 1998 obhajovat. Do druhého kola se mu sice podařilo postoupit, ale porazil ho kandidát ODS lékař Martin Dvořák, který obdržel 32,55 %. Dvořák získal více hlasů i ve druhém kole a po zisku 52,8 % vystřídal Vachtu z ČSSD na senátorském postu.
| Kandidát | Kandidát            | Volební strana | Navrhující strana | Politická příslušnost | Počet hlasů (1. kolo) | %     | Počet hlasů (2. kolo) | %     |
| -------- | ------------------- | -------------- | ----------------- | --------------------- | --------------------- | ----- | --------------------- | ----- |
|          | MUDr. Martin Dvořák | ODS            | ODS               | ODS                   | 12 019                | 32,55 | 9 309                 | 52,83 |
|          | Mgr. Karel Vachta   | ČSSD           | ČSSD              | ČSSD                  | 9 445                 | 25,58 | 8 312                 | 47,17 |
|          | Ing. Zdeněk Štěpán  | 4KOALICE       | 4KOALICE          | BEZPP                 | 6 389                 | 17,30 | —                     | —     |
|          | Viliam Koršala      | KSČM           | KSČM              | KSČM                  | 5 102                 | 13,82 | —                     | —     |
|          | PhDr. Zdeněk Troup  | NK             | NK                | ODA                   | 3 973                 | 10,76 | —                     | —     |

### Rok 2004
Martin Dvořák už ve volbách v roce 2004 svůj mandát neobhajoval, jako kandidát ODS ho nahradil starosta Hluboké nad Vltavou Tomáš Jirsa, který získal již v prvním kole 48,1 % a jen těsně mu unikl přímý zisk senátorského křesla. Do druhého kola postoupil ještě nestraník za KSČM Miloslav Šimánek, který těsně porazil bývalého senátora Karla Vachtu z ČSSD. Ve druhém kole pak Jirsa zcela jednoznačně zvítězil po zisku 71,5 % hlasů.
| Kandidát | Kandidát              | Volební strana | Navrhující strana | Politická příslušnost | Počet hlasů (1. kolo) | %     | Počet hlasů (2. kolo) | %     |
| -------- | --------------------- | -------------- | ----------------- | --------------------- | --------------------- | ----- | --------------------- | ----- |
|          | Ing. Tomáš Jirsa, MBA | ODS            | ODS               | ODS                   | 12 885                | 48,10 | 13 821                | 71,51 |
|          | Miloslav Šimánek      | KSČM           | KSČM              | BEZPP                 | 4 952                 | 18,48 | 5 505                 | 28,48 |
|          | Mgr. Karel Vachta     | ČSSD           | ČSSD              | ČSSD                  | 4 602                 | 17,18 | —                     | —     |
|          | Ing. Jan Vondrouš     | KDU-ČSL        | KDU-ČSL           | KDU-ČSL               | 3 655                 | 13,64 | —                     | —     |
|          | Koloman Markovič      | NEZ            | NEZ               | BEZPP                 | 690                   | 2,57  | —                     | —     |

### Rok 2010
Ve volbách v roce 2010 Tomáš Jirsa z ODS svůj mandát obhajoval a v prvním kole tentokrát obdržel 33,4 % hlasů. Proti němu se ve druhém kole postavil bývalý premiér a ministr práce a sociálních věcí Vladimír Špidla, ten ale získal pouze 45,3 % a Jirsa svůj senátorský mandát obhájil.
| Kandidát | Kandidát              | Volební strana | Navrhující strana | Politická příslušnost | Počet hlasů (1. kolo) | %     | Počet hlasů (2. kolo) | %     |
| -------- | --------------------- | -------------- | ----------------- | --------------------- | --------------------- | ----- | --------------------- | ----- |
|          | Ing. Tomáš Jirsa, MBA | ODS            | ODS               | ODS                   | 16 367                | 33,41 | 15 129                | 54,70 |
|          | PhDr. Vladimír Špidla | ČSSD           | ČSSD              | ČSSD                  | 11 649                | 23,78 | 12 526                | 45,29 |
|          | PhDr. Zdeněk Troup    | TOP 09         | TOP 09            | BEZPP                 | 8 795                 | 17,95 | —                     | —     |
|          | JUDr. Luboš Dvořák    | KSČM           | KSČM              | KSČM                  | 5 322                 | 10,86 | —                     | —     |
|          | Ing. Jan Zasadil      | KDU-ČSL        | KDU-ČSL           | KDU-ČSL               | 3 844                 | 7,84  | —                     | —     |
|          | Ing. Roman Bureš      | Rozumní        | Rozumní           | BPI                   | 1 601                 | 3,26  | —                     | —     |
|          | JUDr. Bohumil Bezemek | SPOZ           | SPOZ              | SPOZ                  | 1 396                 | 2,85  | —                     | —     |

### Rok 2016
Tomáš Jirsa svůj mandát opět obhajoval ve volbách v roce 2016. Opět postoupil do druhého kola z prvního místa po zisku 32,1 % hlasů. Ve druhém kole pak poměřil síly s českokrumlovským radním Jindřichem Floriánem, který kandidoval za ČSSD. Jirsa ve druhém kole obdržel 59,7 % a stal se senátorem i na třetí volební období. Zařadil se tak do skupiny nejdéle sloužících senátorů.
| Kandidát | Kandidát                        | Volební strana | Navrhující strana | Politická příslušnost | Počet hlasů (1. kolo) | %     | Počet hlasů (2. kolo) | %     |
| -------- | ------------------------------- | -------------- | ----------------- | --------------------- | --------------------- | ----- | --------------------- | ----- |
|          | Ing. Tomáš Jirsa, MBA           | ODS            | ODS               | ODS                   | 11 458                | 32,10 | 10 843                | 59,74 |
|          | MUDr. Jindřich Florián          | ČSSD           | ČSSD              | ČSSD                  | 8 469                 | 23,72 | 7 306                 | 40,25 |
|          | Ing. Miroslav Máče, CSc., Ph.D. | KSČM           | KSČM              | KSČM                  | 4 603                 | 12,89 | —                     | —     |
|          | David Jan Žák                   | TOP 09, STAN   | TOP 09            | BEZPP                 | 3 522                 | 9,86  | —                     | —     |
|          | Ing. Jitka Zikmundová, MBA      | KDU-ČSL        | KDU-ČSL           | BEZPP                 | 2 743                 | 7,68  | —                     | —     |
|          | Tomáš Novák                     | Piráti         | Piráti            | BEZPP                 | 2 053                 | 5,75  | —                     | —     |
|          | doc. Dr. phil. Pavel Himl       | Zelení         | Zelení            | Zelení                | 1 286                 | 3,60  | —                     | —     |
|          | Ing. Marie Paukejová            | Úsvit          | Úsvit             | ČS                    | 975                   | 2,73  | —                     | —     |
|          | Ing. Radim Hreha                | APAČI 2017     | APAČI 2017        | APAČI 2017            | 582                   | 1,36  | —                     | —     |

### Rok 2022
Ve volbách v roce 2022 obhajoval svůj mandát senátor Tomáš Jirsa z ODS. Mezi jeho čtyři vyzyvatele patřili ředitel hospice Robert Huneš z KDU-ČSL, místostarosta Prachatic a nestraník za hnutí ANO Miroslav Lorenc, zastupitel Kaplice Václav Mikeš z SPD a vydavatel Jihočeských víkendů Dalibor Uhlíř, který kandidoval jako nestraník za hnutí NEZ.
První kolo vyhrál s 36,53 % hlasů Tomáš Jirsa, do druhého kola s ním postoupil Miroslav Lorenc, který obdržel 17,46 % hlasů. Druhé kolo vyhrál s 66,36 % hlasů Tomáš Jirsa. Volební účast v prvním kole, které se konalo spolu s komunálními volbami, činila 42,45 %, volební účast v druhém kole pak 15,66 %.
| Kandidát | Kandidát                     | Volební strana | Navrhující strana | Politická příslušnost | Počet hlasů (1. kolo) | %     | Počet hlasů (2. kolo) | %     |
| -------- | ---------------------------- | -------------- | ----------------- | --------------------- | --------------------- | ----- | --------------------- | ----- |
|          | Ing. Tomáš Jirsa, MBA        | ODS            | ODS               | ODS                   | 17 378                | 36,53 | 12 188                | 66,36 |
|          | Miroslav Lorenc              | ANO            | ANO               | BEZPP                 | 8 307                 | 17,46 | 6 177                 | 33,63 |
|          | Ing. Dalibor Uhlíř           | NEZ            | NEZ               | BEZPP                 | 7 814                 | 16,42 | —                     | —     |
|          | PhDr. Mgr. Robert Huneš, MBA | KDU-ČSL        | KDU-ČSL           | KDU-ČSL               | 7 717                 | 16,22 | —                     | —     |
|          | Václav Mikeš                 | SPD            | SPD               | SPD                   | 6 351                 | 13,35 | —                     | —     |

## Volební účast
|  | nejvyšší volební účast |  | nejnižší volební účast |

| Rok  | % (1. kolo) | % (2. kolo) |
| ---- | ----------- | ----------- |
| 1996 | 32,14       | 30,01       |
| 1998 | 44,51       | 17,10       |
| 2004 | 27,08       | 17,57       |
| 2010 | 46,53       | 24,01       |
| 2016 | 32,61       | 15,54       |
| 2022 | 42,45       | 15,66       |